# Тукали
Тукали́ — село в Україні, в Оболонській сільській громаді Кременчуцького району Полтавської області. Населення становить 332 особи. Орган місцевого самоврядування — Оболонська сільська рада. Село представляють у Оболонській сільській раді 2 депутати.

## Географія
Село знаходиться за 1,5 км от села Горошине. Біля села протікає один із рукавів р. Сула через болота, впадаючи в притоку сули р. Борис. Навколо Тукалів завжди знаходилися велика кількість озер і боліт, кількість яких з кожним роком зменшується. На відстані 8 км знаходиться затока Кременчуцького водосховища (води р. Дніпра та Сули). Також біля села розташований заказник Тукалівські болота, Граківські солонці, Нижньосульський національний парк. Місцеві мисливці вирішили утворити своє мисливське господарство «Сапсан-Семенівка».
У Тукалівському болоті і до самої Гаївки досить велика популяція дикого кабана, адже тут сприятлива для нього болотиста місцевість. Також існує велике нерестилище риб. Тут проживають значна кількість куріпок, диких зайців, козуль, лисиць, лисок, лалеки і інших тварин. Також в останні роки активно з'явилися лебеді. У селі активно розвивається бджільництво, хоча в останні роки через використання пистецидів галузь зазнає збитків. На болотах чато зустрічається біле латаття. Рослинний світ дуже різноманітний: присутні як великі галявини, так і значні площі очерету і гаїв. Пейзажі дуже радують око і нікого не залишать рівнодушним.

## Населення

### Мова
Розподіл населення за рідною мовою за даними перепису 2001 року:
| Мова       | Кількість | Відсоток |
| ---------- | --------- | -------- |
| українська | 327       | 98.49%   |
| російська  | 5         | 1.51%    |
| Усього     | 332       | 100%     |

## Історія села

### Село у 17-18 сторіччях

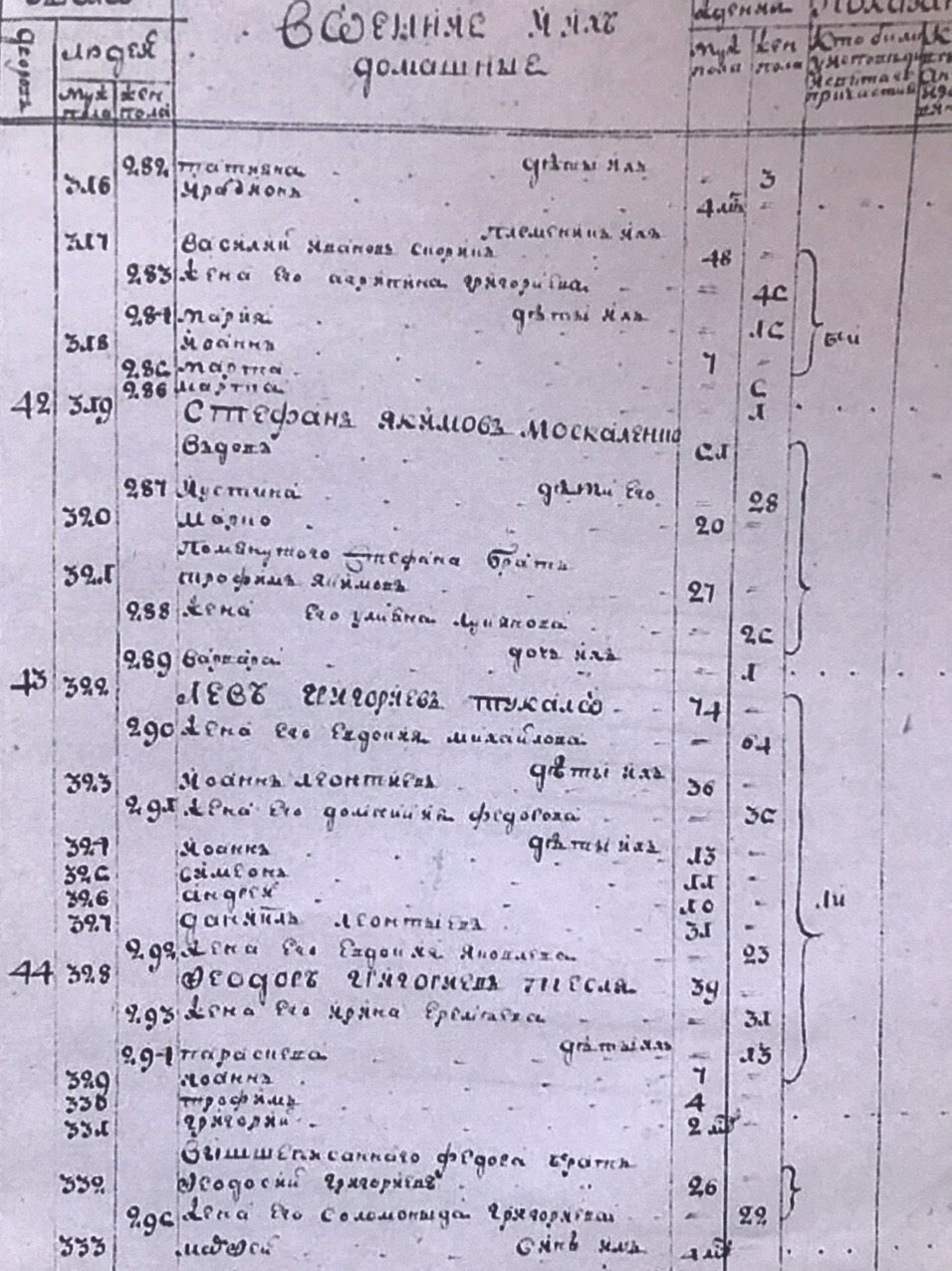

Заснування села припадає на другу половину 17 століття. Оскільки більшість козаків у вільний від військових походів час займалися торгівлею, ремеслами та сільським господарством землі навколо сотенного містечка Горошина користувалися попитом в силу наявності родючих ґрунтів, а також вдалого розташування неподалік великої річки Сули та її менших притоків. Назва походить від козацького роду Тукалів, що з покоління у покоління починаючи відлік з часів Хмельниччини були козаками Сотні Горошинської Лубенського полку.
Ставши старим козак Григорій Тукало купує землі поблизу містечка Горошина і закладає на них свій родовий хутір Тукали. Згодом на хуторі, очевидно за згодою його власників, стали оселятися і інші менш заможні козаки і селяни. Відповідно до сповідних розписів Церкви Святого Пророка Захарії містечка Горошина за 1784 рік до козаків Горошинської сотні були записані Іван Григорійович Тукало 57 років і Лев Григорійович Тукало 74 років. Хутір Тукали не мав своєї церкви тому для сповіді козаки їздили до містечка Горошина.
Після поширення російського впливу на території Гетьманщини у середині 18 століття Російська імперія використовувала місцевих козаків задля ведення загарбницьких воєн, зокрема російсько-турецькій війні 1787—1791 років, в якій українські козаки внесли значний вклад у перемогу військ російської імперії під час штурму Очакова, Ізмаїла, Кінбурна. Українські козаки з Горошинської сотні брали участь і у Перському поході 1796—1797 років в якому російська корона наказала козакам лишитися ще на 5 років задля «усмірєнія бунтов» місцевого населення.

### Село у 19 сторіччі

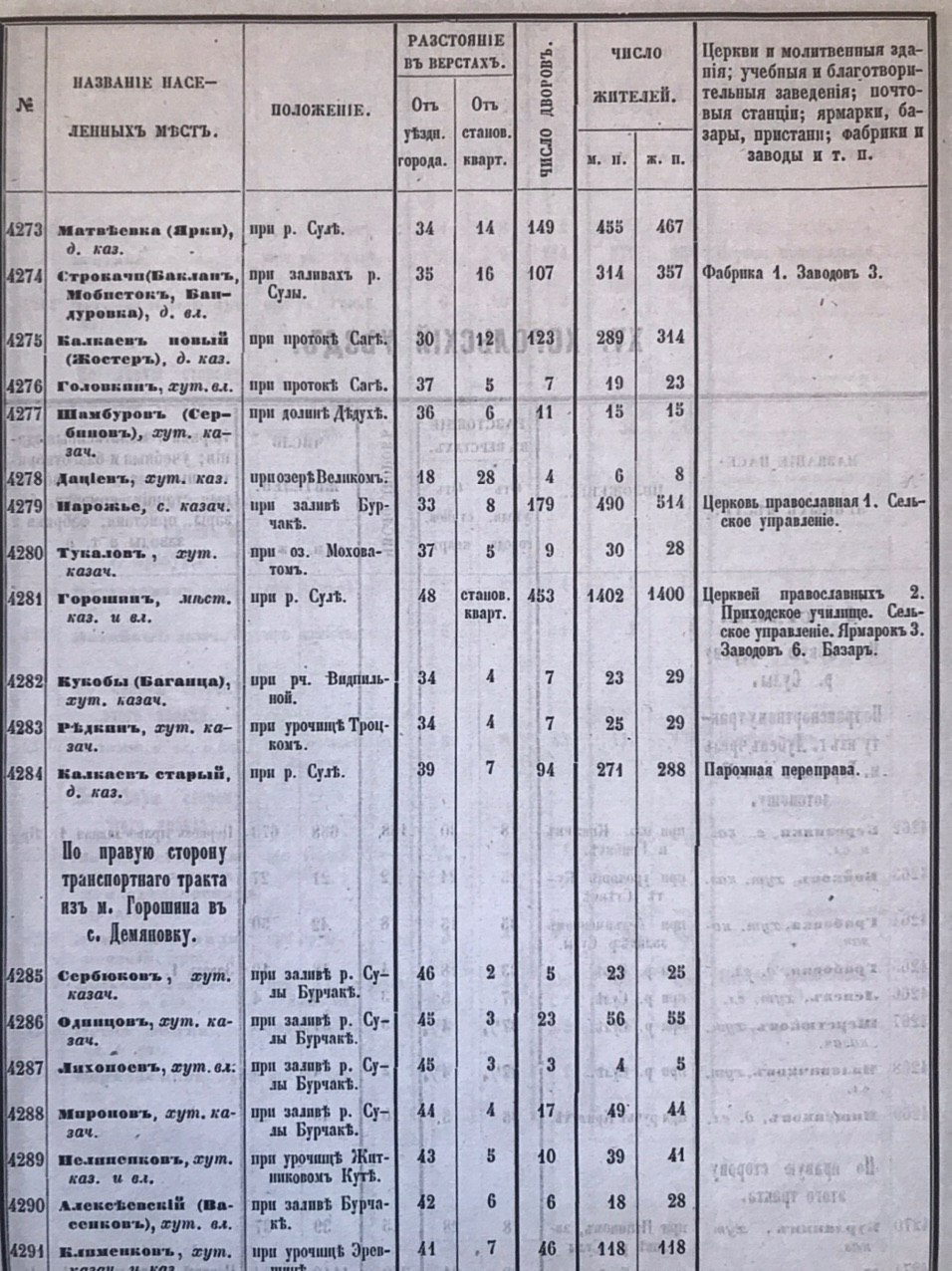

Слід зазначити, що місцеві козаки добре вміли воювати, а тому навіть у 1859 році у джерелах хутір Тукали записаний, як козацький. Багато жителів села воювали на фронтах Першої світової і Другої світової війн. Учасниками Першої світової війни були: 1.Тукало Іван — ст. унтер офіцер, 16 фінляндський стрілецький полк, поранений;2.Тукало Василь Миколайович — рядовий, 5-й піхотний Калузький полк, вбитий; 3.Тукало Іван Іванович, рядовий, 5-й піхотний Калузький полк, зник безвісті; 4.Тукало Михайло — рядовий, 36-й піхотний Орловський полк, поранений/контужений; 5.Тукало Іван Олексійович — 36-й Орловський піхотний полк, поранений/контужений;6.Тукало Прокіп Микитович — рядовий, 147-й Самарський полк, поранений/контужений; 7.Тукало Петро — 1894 р.н., 147-й Самарський піхотний полк.

### Село у 20 сторіччі
Учасники Другої світової війни: 1.Тукало Іван Васильович — 1912 р.н., рядовий, нагороджений орденом червоної зірки; 2.Тукало Микола Іванович — 1913 р.н; 3.Тукало Іван Петрович — 1909 р.н; 4.Тукало Василь Іванович — 1919 р.н., мол. сержант, військова частина — 223 гап, зник безвісті; 5.Тукало Михайло Васильович — 1910 р.н., зник безвісті у 1943 році,; 6. Тукало Григорій Миколайович — мол. сержант, 1921 р.н., нагороджений медаллю за відвагу і орденом червоної зірки; 7.Тукало Антон Васильович — 1925 р.н., сержант адміністративної служби, нагороджений медаллю за бойові заслуги; 8. Тукало Григорій Митрофанович — 1926 р.н., червоноармієць, 285 сд, вбитий 24.07.1944 року.

## За часів більшовицької-радянської влади були репресовані
1. Тукало Надія Петрівна — 1909 р.н., Заарештована 27.03.1929 р., Засуджена Особливою нарадою при Колегії ОДПУ 01.10.1929 р. за ст. ст. 58-1, 58-11 КК РРФСР до 3 років заслання у Північний край, Реабілітована Полтавською обласною прокуратурою 29.11.1989 р;
2. Тукало Іван Матвійович — 1872 р.н., українець, Заарештований 07.07.1938 р., Засуджений Полтавським облсудом 21.06.1939 р. за ст. 54-10 ч. 1 КК УРСР до 5 років позбавлення волі. Верховним Судом УРСР 17.11.1939 р. вирок змінено на 1,5 року ув'язнення., Реабілітований Полтавською обласною прокуратурою 08.07.1994 р.
3. Буринська Ольга Іванівна — 1884 року народження, національність: українка, місце народження: Полтавська обл. с. Тукали Семенівського р-ну, останнє місце проживання: с. Тукали, останнє місце роботи: З 1904 по 1919 рр. перебувала в Красногорівському жіночому монастирі, вела одноосібне господарство, Заарештована 26 червня 1941 р., Засуджена Полтавським обласним судом 13 серпня 1941 р. за ст.54-10 ч.1 КК УРСР до 10 років позбавлення волі з поразкою у правах на 5 років.
4. Головко Петро Павлович — 1891 року народження, місце народження: Полтавська обл. с. Тукали Семенівського р-ну, національність: українець, Заарештований 6 листопада 1937 р., Засуджений Особливою трійкою при УНКВС Полтавської обл. 4-5 грудня 1937 р. за ст. 54-10 ч. 1 КК УРСР до 10 років позбавлення волі.
Справи на репресованих односельців зберігаються у архіві УСБУ у Полтавській області, бажаючим ознайомитися з архівними кримінальними справами досить написати звернення до УСБУ у Полтавській області.
Село перенесло штучно створений більшовиками голод 1932—1933 років, а також хвилю голоду після Другої світової війни. У післявоєнні роки село відбудували компактно. У Тукалах здавна існує назва частин села серед місцевого населення (Гора, Лені, Нагайники, П'ятихатки). Село Тукали є одним з тих старих козацьких хуторів, яке не дивлячись на страшні події 19 і 20 сторіч й досі існує.

## Сьогодення
Головним заняттям є сільське господарство, яке приносить значні кошти в держбюджет. У 2013 році була закрита Тукалівська середня школа, незважаючи на протест місцевих мешканців. Клуб був перенесений у приміщення школи, де кожен рік проводиться тенісний турнір, започаткований фермерським господарством «Тукалівське».